# Kesselburg (Pfalz)
Die Kesselburg, auch Kesselberg genannt, ist eine abgegangene Höhenburg bei 300 m ü. NN auf dem so genannten „Kesselberg“ oberhalb der Ortsgemeinde Jakobsweiler im Donnersbergkreis in Rheinland-Pfalz.

## Geschichte
Urkundlich wird 1144 ein Adelsgeschlecht zur Burg als Stifter des Klosters Otterberg erwähnt. Im Jahre 1357 erscheinen die Junker von Kezzelberg als Besitzer des Nachbarortes Weitersweiler. Bereits 1542 wird die Burg als Ruine genannt. Im 19. Jahrhundert wird die Burg ein weiteres Mal als Ruine erwähnt und bis 1920 bestand ein tiefer Burgbrunnen mit zwei Meter Durchmesser. Die letzten Mauerreste wurden 1930 entfernt.

## Anlage
Von der Burganlage ist kaum noch etwas existent. 1963 wurden auf dem Burgstall Fragmente des Halsgrabens freigelegt. Heute ist der Burghügel sehr überwachsen und der Halsgraben eingeebnet.